# Bechor-Shalom Sheetrit
Bechor-Shalom Sheetrit (en hebreo: בכור-שלום שטרית‎), (1895-28 de enero de 1967) fue un político israelí, ministro y el único signatario de la Declaración de Independencia de Israel nacido en el país. Se desempeñó como Ministro de Policía desde la independencia en 1948 hasta poco antes de su muerte en 1967, lo que lo convirtió en el miembro del gabinete con más años en la misma cartera hasta la fecha.

## Biografía
Sheetrit nació en Tiberíades en 1895 durante la época del Imperio Otomano en el seno de una familia judía marroquí que había emigrado a Eretz Israel en el siglo XIX. Fue educado en un jeder, una escuela de la Alianza y una Yeshivá. Después de la escuela, asistió a la Universidad Hebrea de Jerusalén, donde se graduó como abogado.
Se involucró en actividades sionistas cuando era joven y fue uno de los fundadores de la asociación sionista Tehiya en su ciudad natal. También se unió al Hapoel Hatzair después de haber sido influenciado por el kibutz Degania.
Durante la Primera Guerra Mundial ocupó el cargo de Mukhtar de Kinneret y organizó la policía local hasta que el ejército británico entró en la zona.
Después de la guerra, ocupó varios puestos en la policía, incluido el de comandante del área de la Baja Galilea (donde ayudó a organizar la Policía Montada Judía) y el comandante adjunto de la academia de policía en Jerusalén. Sheetrit fue el fiscal en el caso del asesinato de Haim Arlosoroff. Después de ser nombrado juez de distrito en 1935, se desempeñó como juez principal de distrito en Lod entre 1945 y 1948.
Un miembro destacado del partido Sefardí y Comunidades Orientales, Sheetrit se unió a la legislatura anterior al estado, Moetzet HaAm. También fue el único miembro sefardí de Minhelet HaAm, el proto- gabinete. Después de firmar la Declaración de Independencia de Israel el 14 de mayo de 1948, Sheetrit fue nombrado Ministro de Policía y Ministro de Asuntos de las Minorías (un nuevo cargo) en el gobierno provisional de David Ben-Gurion.
Aunque Sheetrit tenía dudas sobre la lealtad al nuevo estado de los árabes israelíes, como hablante nativo del árabe, era popular entre esta comunidad. Sin embargo, luego de desacuerdos con el Ministerio de Religiones y el gobierno militar (que controlaba la mayoría de las áreas árabes después de que terminó la guerra), el Ministerio de Asuntos de las Minorías se cerró en 1949.
Después de las primeras elecciones a la Knesset en 1949, en las que obtuvo cuatro escaños bajo su liderazgo, el partido se reincorporó al gobierno de Ben-Gurion y Sheetrit siguió siendo Ministro de Policía. Antes de las elecciones de 1951, Sheetrit desertó al Mapai de Ben-Gurion y fue reelegido en su cargo ministerial después de ganar un escaño para su nuevo partido en las elecciones.
Reelegido en 1955, 1959, 1961 y 1965 (momento en el que Mapai se había fusionado con la Alineación Laborista), Sheetrit retuvo su puesto en el gabinete bajo los nuevos primeros ministros Moshe Sharett y Levi Eshkol. Renunció como Ministro de Policía el 2 de enero de 1967 después de más de 18 años como ministro y sirviendo en catorce gobiernos diferentes. Murió 26 días después.